# しう (MARETUのアルバム)
しうは、2019年11月17日に発売されたMARETUの2枚目のフルアルバム。

## 概要
前作から約3年半ぶりのアルバムである。今作は「しう」をはじめ、前作以降に公開・リリースされた楽曲を中心に収録されている。ただし「ドクハク」は収録されていない。現在はMARETUのTwitterでの告知によってzipファイルで無料ダウンロードできることもアナウンスされている。アルバムの形は×印。

## 収録曲
1. マジカルドクター
2. マエガミスト
3. アイムハイ
4. ホワイトハッピー
5. うみなおし
6. ダーリン
7. トウテツ
8. コウカツ
9. トゥール
10. ゴキブリの味
11. しう